# シガツェ市
シガツェ市（シガツェし）は中華人民共和国チベット自治区に位置する地級市。自治区の中央部に位置し、中央チベット西部のツァン地方にほぼ相当する。政府所在地は地級市内唯一の市轄区のサムドゥプツェ区。
現行の正式呼称は「如意成就の至高荘園」を意味する「シーガ・サムトゥン・ドゥッペー・ツェモ (གཞིས་ཀ་བསམ་དོན་འགྲུབ་པའི་རྩེ་མོ)」の略称。ラサ方言での発音のIPA表記は[ɕìkáʦé]。英語では Shigatse 、または Xigazê と表記している。
サムドゥプツェ区とギャンツェ県は国家歴史文化名城に指定されている。

## 歴史
シガツェは当初ニャン川 (nyang chu) の下流という意味の「ニャン・チュ・メー(མྱང་ཆུ་སམད་ myang chu smad)」あるいは「ニャンメー (མྱང་སམད་ myang smad)」と呼ばれていた。パクモドゥ派時代後期、シガツェは「如意成就の至高荘園」を意味する「シーガ・サムトゥン・ドゥッペー・ツェモ(གཞིས་ཀ་བསམ་དོན་འགྲུབ་པའི་རྩེ་མོ gzhis ka bsam don grub pa'i rtse mo）」と呼ばれていた。市名「シガツェ」はその略称。
2018年6月21日に訪中したネパールのK.P.シャルマ・オリ首相はラサ・シガツェ鉄道とカトマンズを結ぶ計画で中国と合意したことを中国国営紙などは報じた。

## 地理
海抜3850m。チベット自治区南部、ネパール、ブータン、インド国境沿いに位置する。北西はガリ地区、北はナクチュ市、北東から東はラサ市に接する。地区中央を東から西にヤルンツァンポ川が流れ、市内でニャン川が注いでいる。南にはヒマラヤ山脈が聳え、世界最高峰チョモランマ（エベレスト）がある。

## 民族
2003年末の地区総人口64.7万人は全自治区総人口の4分の1を占める。そのうち、チベット族人口が95%を占め。残りの5%が漢族、回族などである。

## 経済
人口の90%が農牧民によって占められる。2003年の地区生産総額（GDP）は対前年比16.1%増の33.7億人民元、地方財政純収入は9.715万元であった。農牧民一人当たりの純収入は1,840元である。
改革以来、地区内に発電、化学工業、機械、建材、林業、自動車修理、食品、教材、ミネラルウォーターなどの企業が生れている。民族手工業もまた発展をみせており、金銀加工、毛革製品、敷物、土産物などが国内外で名高い。水力発電所である塘河電廠があり、町と従業員11300人を抱える738の工業企業へ電気を供給している。1994年の工農業総生産は1959年の1000倍、1965年の29.3倍となった。1996年の統計によれば全地区の発電量は5010.95kW/時、原木生産量5495.23m2、木材3648.04m2、小麦粉加工量3318.9t、敷物の紡績量7323.38m2、工業総生産値は6.5億元へ達した。

## 行政区画
1市轄区・17県を管轄する。
- サムドゥプツェ区（བསམ་འགྲུབ་རྩེ་ཆུས་ bsam 'grub rtse chus, 桑珠孜区）　ツァン地方の古都シガツェとその近郊の村々より構成される市轄区。シガツェ市政府が設けられ、中国政府より国家歴史文化名城の指定を受けている。面積3700平方キロ、人口9万。ラサに次ぐ西蔵自治区第二の都市である。歴代パンチェン・ラマが座主を勤めるタシルンポ寺や名刹シャル寺、ナルタン寺がある。
- ナムリン県（རྣམ་གླིང་རྫོང་ rnam gling rdzong, 南木林県）　面積8,300平方キロ、人口7万。県人民政府は南木林鎮に所在。
- ギャンツェ県（རྒྱལ་རྩེ་རྫོང་ rgyal rtse rdzong, 江孜県）　面積3,800平方キロ、人口6万。県人民政府は江孜鎮に所在。チベット最大の仏塔、パンコル・チューデがあり、国家歴史文化名城。チベット第3の町。
- ティンリ県（དིང་རི་རྫོང་ ding ri rdzong, 定日県）　面積14,000平方キロ、人口5万。県人民政府は協格爾鎮に所在。
- サキャ県（ས་སྐྱ་རྫོང་ sa skya rdzong, 薩迦県）　面積6,400平方キロ、人口4万。県人民政府は薩迦鎮に所在。
- ラツェ県（ལྷ་རྩེ་རྫོང་ lha rtse rdzong, 拉孜県）　面積4,400平方キロ、人口5万。県人民政府は曲下鎮に所在。
- ガムリン県（ངམ་རིང་རྫོང་ ngam ring rdzong, 昂仁県）　面積27,600平方キロ、人口5万。県人民政府は卡嘎鎮に所在。
- シェートンムン県（བཞད་མཐོང་སྨོན་རྫོང་ bzhad mthong smon rdzong, 謝通門県）　面積14,000平方キロ、人口4万。県人民政府は卡嘎鎮に所在。
- パナム県（པ་སྣམ་རྫོང་ pa snam rdzong, 白朗県）　面積2,500平方キロ、人口4万。県人民政府は洛江鎮に所在。
- リンプン県（རིན་སྤུངས་རྫོང་ rin spungs rdzong, 仁布県）　面積2,100平方キロ、人口3万。県人民政府は徳吉林鎮。
- カンマル県（ཁང་དམར་རྫོང་ khang dmar rdzong, 康馬県）　面積5,400平方キロ、人口2万。県人民政府は康馬鎮に所在。
- ディンキェ県（གདིང་སྐྱེས་རྫོང་ gding skyes rdzong, 定結県）　面積5,300平方キロ、人口2万。県人民政府は江嘎鎮に所在。
- ドンパ県（འབྲོང་པ་རྫོང་ 'brong pa rdzong, 仲巴県）　面積45,900平方キロ、人口2万。県人民政府は帕羊鎮に所在。
- ドモ県（གྲོ་མོ་རྫོང་ gro mo rdzong, 亜東県）　面積5,100平方キロ、人口1万。県人民政府は下司馬鎮に所在。
- キドン県（སྐྱིད་གྲོང་རྫོང་ skyid grong rdzong, 吉隆県）　面積9,300平方キロ、人口1万。県人民政府は宗嘎鎮に所在。
- ニャラム県（གཉའ་ལམ་རྫོང་ nya' lam rdzong, 聶拉木県）　面積7,700平方キロ、人口1万。県人民政府は聶拉木鎮に所在。
- サガ県（ས་དགའ་རྫོང་ sa dga' rdzong, 薩嘎県）　面積12,400平方キロ、人口1万。県人民政府は加加鎮に所在。
- ガムパ県（ས་དགའ་རྫོང་ gam pa rdzong, 崗巴県）　面積4,100平方キロ、人口1万。県人民政府は崗巴鎮に所在。

| シガツェ市の地図 |
| --- |
| サムドゥプツェ区 ナムリン県 ギャンツェ県 ティンリ県 サキャ県 ラツェ県 ガムリン県 シェートンムン県 パナム県 リンプン県 カンマル県 ディン · キェ県 ドンパ県 ドモ県 キドン県 ニャラム県 サガ県 ガムパ県 |

### 年表
この節の出典

#### シガツェ・チキャプ
- 1951年5月23日 - 中華人民共和国チベット地方シガツェ・チキャプが成立。シガツェゾン・ナムリンゾン・ディンキェゾン・ガムパゾン・セリンツェゾン・ラツェゾン・シェルカルゾン・ガムリンゾン・ニャラムゾン・キドンゾン・ジョンカゾン・サガゾン・パグリゾン・リンプンゾン・パナムゾン・ギャンツェゾン・ピュンツォクリンゾン・ランルンニョシカ・ラブシカ・ギャムツォシカ・リンガルシカ・ジェンルンシカ・サキャシカ・ティンリシカ・ミュカンサルシカ・シェートンムンシカ・ダナリンチェンツェシカ・デュジュンシカ・ワンデンシカが発足。(17ゾン12シカ)
- 1952年 - シガツェ・チキャプがツァン・チキャプに改称。

#### ツァン・チキャプ
- 1952年 - シガツェ・チキャプがツァン・チキャプに改称。(13ゾン8シカ)
  - ガムパゾン・ジェンルンシカがディンキェ・ゾンに編入。
  - ラツェゾン・ガムリンゾン・ピュンツォクリンゾン・ミュカンサルシカがティンリ・シカに編入。
  - ランルンニョシカ・シェートンムンシカ・ダナリンチェンツェシカがシガツェ・ゾンに編入。
  - ニャラム・ゾンの一部が分立し、ロンシャル・シカが発足。
- 1955年3月9日 - ツァン・チキャプがシガツェ弁事処に改称。

#### シガツェ弁事処
- 1955年3月9日 - ツァン・チキャプがシガツェ弁事処に改称。(13ゾン11シカ)
  - ギャンツェゾン・リンプンゾン・パナムゾン・パグリゾン・デュジュンシカ・ワンデンシカがギャンツェ弁事処に編入。
  - ディンキェ・ゾンの一部が分立し、ガムパゾン・ジェンルンシカが発足。
  - ティンリ・シカの一部が分立し、ラツェゾン・ガムリンゾン・ピュンツォクリンゾン・ミュカンサルシカが発足。
  - シガツェ・ゾンの一部が分立し、ランルンニョシカ・シェートンムンシカ・ダナリンチェンツェシカが発足。
- 1959年5月 - シガツェゾン・ランルンニョシカが合併し、シガツェ県が発足。(1県12ゾン10シカ)
- 1959年6月 - ダナリンチェンツェシカ・シェートンムンシカが合併し、シェートンムン県が発足。(2県12ゾン8シカ)
- 1959年10月 - シェートンムン県の一部が黒河弁事処シェンザ・ゾンと合併し、黒河弁事処シェンザ県となる。(2県12ゾン8シカ)
- 1959年12月 - ラツェゾン・ピュンツォクリンゾンが合併し、ラツェ県が発足。(3県10ゾン8シカ)
- 1959年12月26日 - ガムリンゾン・ミュカンサルシカが合併し、ガムリン県が発足。(4県9ゾン7シカ)
- 1960年1月7日 - シガツェ県・シェートンムン県・ラツェ県・ガムリン県・ナムリンゾン・セリンツェゾン・ディンキェゾン・ガムパゾン・シェルカルゾン・ニャラムゾン・キドンゾン・ジョンカゾン・サガゾン・ラブシカ・ギャムツォシカ・リンガルシカ・サキャシカ・ジェンルンシカ・ティンリシカ・ロンシャルシカがシガツェ専区に編入。

#### ギャンツェ弁事処
- 1955年3月9日 - ツァン・チキャプギャンツェゾン・リンプンゾン・バナムゾン・パグリゾン・デュジュンシカ・ワンデンシカ、ロカ・チキャプナンカルツェゾン・ペデゾン・リンシカを編入。ギャンツェ弁事処が成立。(7ゾン4シカ)
  - デュジュン・シカがゾンに移行し、デュジュン・ゾンとなる。
  - リン・シカの一部が分立し、ダルン・シカが発足。
  - パグリ・ゾンの一部が分立し、ドモ・シカが発足。
- 1959年7月31日 - ギャンツェ・ゾンが県制施行し、ギャンツェ県となる。(1県6ゾン4シカ)
- 1960年1月7日 - ギャンツェ県・リンプンゾン・ナンカルツェゾン・ペディゾン・パナムゾン・デュジュンゾン・パグリゾン・ダルンシカ・リンシカ・ワンデンシカ・ドモシカがギャンツェ専区に編入。

#### チベット地方シガツェ専区
- 1960年1月7日 - シガツェ弁事処シガツェ県・シェートンムン県・ラツェ県・ガムリン県・ナムリンゾン・セリンツェゾン・ディンキェゾン・ガムパゾン・シェルカルゾン・ニャラムゾン・キドンゾン・ジョンカゾン・サガゾン・ラブシカ・ギャムツォシカ・リンガルシカ・サキャシカ・ジェンルンシカ・ティンリシカ・ロンシャルシカを編入。シガツェ専区が成立。(5県8ゾン6シカ)
  - サキャシカ・セリンツェゾンが合併し、サキャ県が発足。
- 1960年1月 - ディンキェゾン・ガムパゾン・ジェンルンシカが合併し、ディンキェ県が発足。(6県6ゾン5シカ)
- 1960年1月25日 - ナムリンゾン・リンガルシカ・ラブシカ・ギャムツォシカが合併し、ナムリン県が発足。(7県5ゾン2シカ)
- 1960年4月 - サガ・ゾンが県制施行し、サガ(薩噶)県となる。(8県4ゾン2シカ)
- 1960年5月 - ニャラムゾン・ロンシャルシカが合併し、ニャラム県が発足。(9県3ゾン1シカ)
- 1960年6月 - ティンリシカ・シェルカルゾンが合併し、ティンリ県が発足。(10県2ゾン)
- 1960年7月 - ジョンカゾン・キドンゾンが合併し、キドン県が発足。(11県)
- 1962年10月20日 - ディンキェ県の一部が分立し、ギャンツェ専区ガムパ県となる。(11県)
- 1962年11月22日 - ガリ専区ドンパ県を編入。(12県)
- 1964年10月31日 (16県)
  - ギャンツェ専区ドモ県・カンマル県・ガムパ県・ギャンツェ県・リンプン県・パナム県を編入。
  - サガ県がキドン県・ドンパ県・ガムリン県に分割編入。
  - ガムパ県がディンキェ県に編入。
- 1965年3月27日 (18県)
  - キドン県・ドンパ県・ガムリン県の各一部が合併し、サガ(薩噶)県が発足。
  - ディンキェ県の一部が分立し、ガムパ県が発足。
- 1965年8月23日 - チベット自治区の成立により、チベット自治区シガツェ専区となる。

#### チベット地方ギャンツェ専区
- 1960年1月7日 - ギャンツェ弁事処ギャンツェ県・リンプンゾン・ナンカルツェゾン・ペディゾン・パナムゾン・デュジュンゾン・パグリゾン・ダルンシカ・リンシカ・ワンデンシカ・ドモシカを編入。ギャンツェ専区が成立。(1県6ゾン4シカ)
- 1960年6月 - ドモシカ・パグリゾンが合併し、ドモ県が発足。(2県5ゾン3シカ)
- 1960年8月 (6県)
  - リンプン・ゾンが県制施行し、リンプン県となる。
  - ナンカルツェゾン・ペデゾンが合併し、ナンカルツェ県が発足。
  - ダルンシカ・リンシカが合併し、ダルン(打隆)県が発足。
  - バナムゾン・デュジュンゾン・ワンデンシカが合併し、パナム県が発足。
- 1962年10月20日 (8県)
  - ギャンツェ県の一部が分立し、カンマル県が発足。
  - シガツェ専区ディンキェ県の一部が分立し、ガムパ県が発足。
- 1964年10月31日 
  - ナンカルツェ県・ダルン県が山南専区に編入。
  - ドモ県・カンマル県・ガムパ県・ギャンツェ県・リンプン県・パナム県がシガツェ専区に編入。

#### チベット自治区シガツェ地区
- 1970年11月20日 - シガツェ専区がシガツェ地区に改称。(18県)
- 1974年2月18日 - サガ(薩噶)県がサガ(薩嘎)県に改称。(18県)
- 1983年10月8日 (12県)
  - ドモ県・カンマル県・ガムパ県・ギャンツェ県・リンプン県・パナム県がギャンツェ地区に編入。
  - ドンパ県の一部が分立し、ガリ地区ルンガル(隆格爾)県となる。
- 1986年9月12日 - ギャンツェ地区ドモ県・カンマル県・ガムパ県・ギャンツェ県・リンプン県・パナム県を編入。(18県)
- 1986年12月12日 - シガツェ県が市制施行し、シガツェ市となる。(1市17県)
- 1988年6月 - サキャ県の一部がディンキェ県に編入。(1市17県)
- 1995年12月26日 - キドン県の一部がニャラム県に編入。(1市17県)
- 1999年9月21日 - ガリ地区ルンガル県がドンパ県に編入。(1市17県)
- 2014年6月26日 - シガツェ地区が地級市のシガツェ市に昇格。

#### チベット自治区ギャンツェ地区
- 1983年10月8日 - シガツェ地区ドモ県・カンマル県・ガムパ県・ギャンツェ県・リンプン県・パナム県、山南地区ナンカルツェ県を編入。ギャンツェ地区が成立。(7県)
- 1986年9月12日 
  - ドモ県・カンマル県・ガムパ県・ギャンツェ県・リンプン県・パナム県がシガツェ地区に編入。
  - ナンカルツェ県が山南地区に編入。

#### シガツェ市
- 2014年6月26日 - シガツェ地区が地級市のシガツェ市に昇格。(1区17県)
  - シガツェ市が区制施行し、サムドゥプツェ区となる。

## 交通

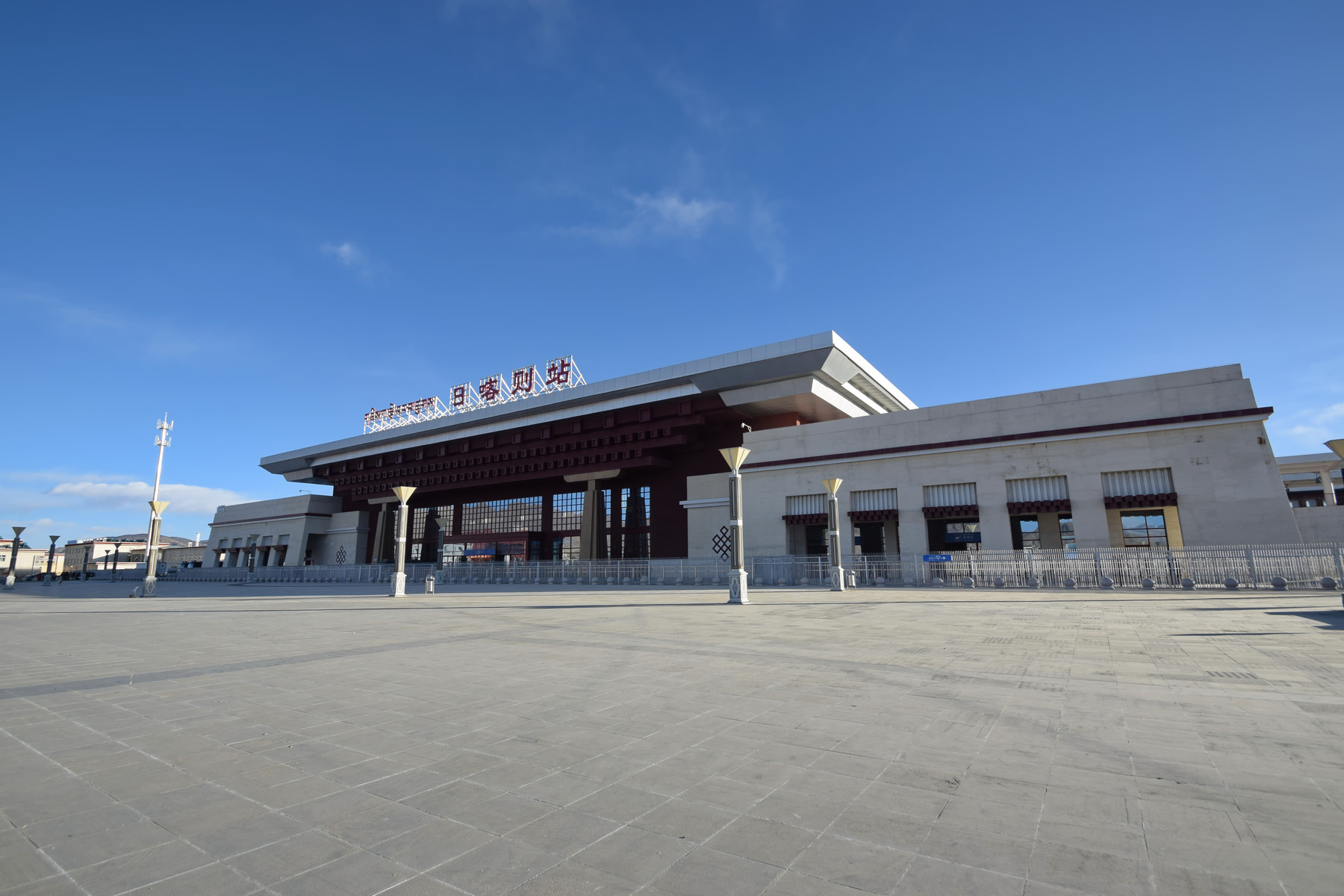
シガツェ駅

### 航空
- シガツェ平和空港（中国語版）
- シガツェティンリ空港（中国語版）

### 鉄道
- 中国鉄路総公司
  - ラサ・シガツェ鉄道

### 道路
- 高速道路
  - シガツェ空港高速道路
- 国道
  - G219国道
  - G318国道